# Syunik (provincia histórica)
Syunik (en armenio: Սյունիք, romanizado: Siwnik) fue una región de la Armenia histórica y la novena provincia (nahang) del Reino de Armenia desde el 189 a. C. hasta el 428 d. C. Desde el siglo VII al IX, cayó bajo control árabe. En 821, formó dos principados armenios: el Reino de Syunik y el principado de Jachen, que alrededor del año 1000 fue proclamado Reino de Artsaj, convirtiéndose en uno de los últimos principados armenios orientales medievales. para mantener su autonomía tras las invasiones turcas de los siglos XI al XIV.

## Cantones
- Gegharkunik
- Sotk
- Vayots Dzor
- Chahuk
- Tsghuk
- Yernjak
- Dzork
- Aghahechk
- Haband
- Baghk
- Kovsakan
- Arevik